# 시우다드과야나

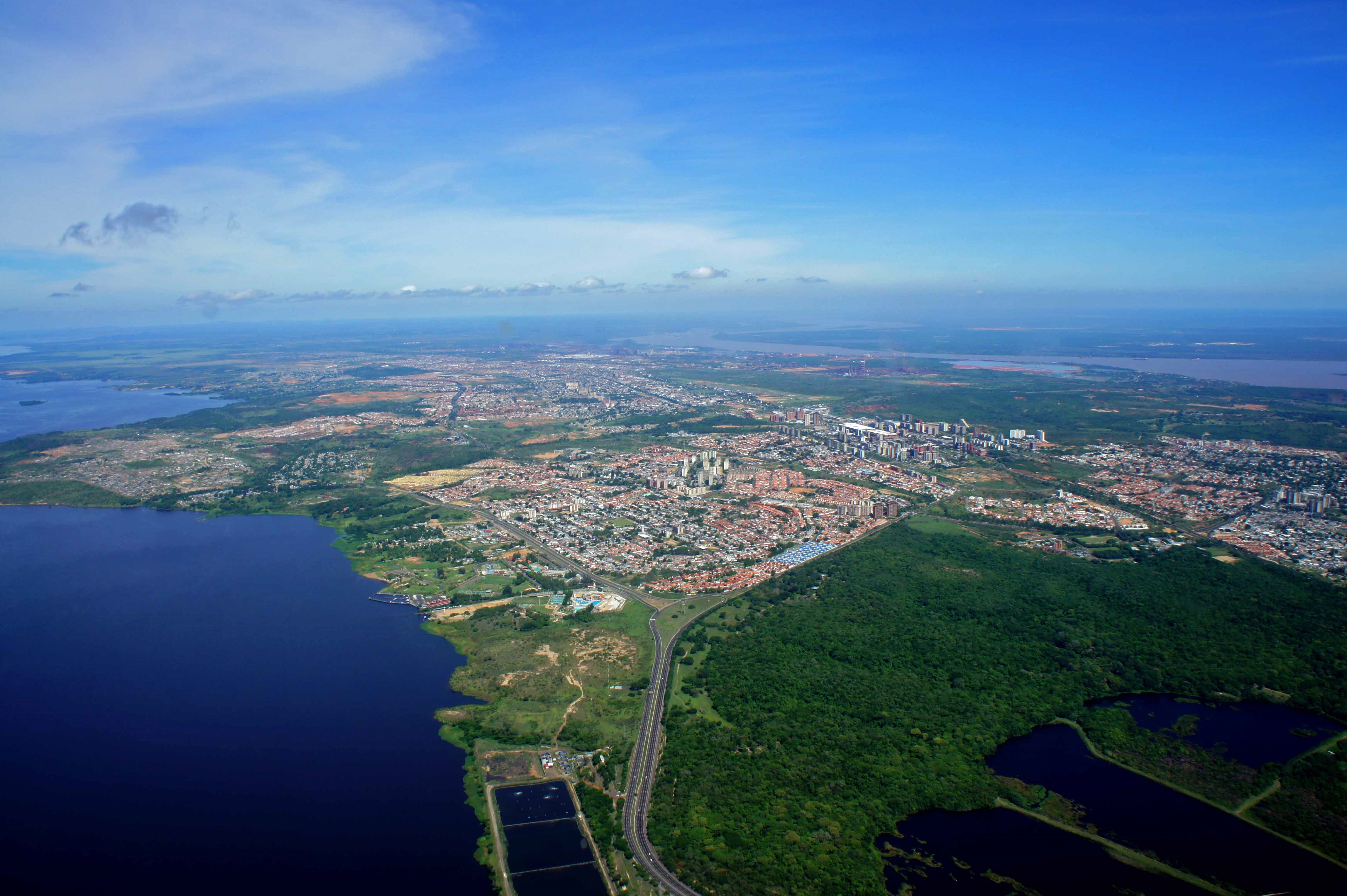

시우다드과야나(Ciudad Guayana)는 베네수엘라 볼리바르주의 도시이다. 오리노코강 남쪽, 카로니강과의 합류 지점 부근에 위치한다.

## 같이 보기
- 베네수엘라